# باسكال جرونوالد
باسكال جرونوالد (بالألمانية: Pascal Grünwald)‏ هو لاعب كرة قدم نمساوي في مركز حراسة المرمى، ولد في 13 نوفمبر 1982 في إنسبروك في النمسا. شارك مع منتخب النمسا تحت 20 سنة لكرة القدم ومنتخب النمسا لكرة القدم. أما مع النوادي، فقد لعب مع أوستريا فيينا وأوسكو باشينغ ونادي أوستريا سالزبورغ ونادي تيرول ونادي ريد بل سالزبورغ ونادي واكر إنسبروك.

## وصلات خارجية
- باسكال جرونوالد على موقع الاتحاد الأوربي (الإنجليزية)
- باسكال جرونوالد على موقع قاعدة بيانات كرة القدم.إي يو (الإنجليزية)
- باسكال جرونوالد على موقع بيانات كرة القدم. دي إي (الألمانية)
- باسكال جرونوالد على موقع ناشيونال فوتبول تيمز (الإنجليزية)
- باسكال جرونوالد على موقع Soccerway.com (الإنجليزية)
- باسكال جرونوالد على موقع عالم كرة القدم.نت (الإنجليزية)
- باسكال جرونوالد على موقع AS.com (الإسبانية)